# The Pillheads
I Pillheads sono un gruppo italia di Rock alternativo

## Storia
I Pillheads nascono a Londra nel 2017, da un progetto di Paolo Baltaro, ex leader degli Arcansiel  e dei S.A.D.O. Società Anonima Decostruzionismi Organici , del bassista Daniele Mignone e del regista Phil Strongman, art director dei Sex Pistols  e collaboratore di Malcolm McLaren . Dalla loro collaborazione nacque l'LP in inglese dal titolo "Live Pillheads"   pubblicato da Musea e un film prodotto dallo stesso Phil Strongman. Dopo un tour europeo per la promozione dell'album  i Pillheads tornano in Italia, loro terra d'origine, e incidono nuovi brani in doppia versione, in italiano e inglese, per Banksville Records. Nel 2022, i Pillheads firmano la colonna sonora del film "L'anniversario" del regista Marius Gabriel Stancu, selezionato al TFF Torino Film Festival  con il brano "Time to celebrate your last day".
Nel 2023 vi fu l'incontro con il produttore discografico Roberto Manfredi, che divenne manager del gruppo. Venne prodotto il video del brano "La Ballerina di Bologna", che uscì a breve come singolo per Banksville Records. Poco dopo venne realizzato quello che il quotidiano La stampa  e il portale Rockol  definiscono il primo brano rock pubblicato in Italia scritto avvalendosi dell'intelligenza artificiale, dal titolo "Sei una mente creativa?". Verso la fine dello stesso anno, entrano in formazione formazione Giuseppe Garavana (chitarra) e Samuele Costanzo (batteria). Tennero numerosi concerti per l'Italia, aprendo date degli Area Open Project di Patrizio Fariselli  e del Banco del mutuo soccorso . Il 2024 è l'anno dell'uscita del disco "Digitare prima dei pasti", in doppia versione (italiano e inglese) pubblicato da Banksville Records e distribuito da Egea Music,un cofanetto contenente il doppio vinile, il 45 giri di "Sei una mente creativa?"(realizzato con l'intelligenza artificiale) e un bugiardino farmaceutico a completare la metafora delle pillole, tema ricorrente nel progetto, a partire dal nome stesso del gruppo. L'8 marzo dello stesso anno i Pillheads aprono il concerto della rock band americana Dirty Honey all'Alcatraz di Milano  e pubblicano alcuni video della serata sulle piattaforme digitali .

.

## Formazione

### Formazione attuale
- Paolo Baltaro, produzione, voce, chitarra.
- Daniele Mignone, basso e bass synth.
- Giuseppe Garavana, chitarra
- Samuele Costanzo, batteria
- Quentin McPillhead (L'uomo virtuale dalla testa di pillola)

### Ex componenti
- Andrea Beccaro, Batteria
- Dario Marchetti, Batteria
- Simone Morandotti, tastiere
- Fabrizio Consoli, chitarra
- Andrea Orrù, chitarra
- Joe Dochtermann, chitarra

## Discografia
- 2018: Live Pillheads [21] (Musea)
- 2021: Il Libero Pensiero [22]  - singolo - (Banksville Records)
- 2022: Bleeding clone - singolo - versione in lingua inglese di Il Libero Pensiero (Banksville Records)
- 2021: Domani voglio farlo ancora [23]  - singolo - (Banksville Records)
- 2021: Do it again - singolo - versione in lingua inglese di Domani voglio farlo ancora- (Banksville Records)
- 2022: Time to celebrate your last day - singolo - Colonna sonora de "L'anniversario" un dilm di Marius Gabriel Stancu" [24] (Banksville Records)
- 2023: Erba sesso e carità - singolo - (Banksville Records)
- 2023: Bad dreams - singolo - versione in lingua inglese di Erba sesso e carità - (Banksville Records)
- 2023: Il Mondo Reale - singolo - versione in lingua inglese di Good care - (Banksville Records)
- 2023: Good Care - singolo - versione in lingua inglese di Il Mondo Reale - (Banksville Records)
- 2024: Digitare prima dei Pasti - Doppio LP con allegato 45 giri di "Sei una mente creativa?"- (Banksville Records) distribuzione Egea Music (20 Aprile 2024)

## Colonne Sonore
- 2022: Time to celebrate your last day Colonna sonora de "L'anniversario" un dilm di Marius Gabriel Stancu" [24] (Banksville Records)